# Општина Станилешти (Васлуј)
Станилешти (рум. Stănileşti) општина је у Румунији у округу Васлуј.
Oпштина се налази на надморској висини од 22 m.